# 알랭 머시
알랭 머시(Alain Moussi, 1981년 3월 29일 ~ )는 캐나다의 배우, 영화배우이다.
리브르빌에서 태어났다.

## 영화
- 주짓수 (2020년) - 제이크 역
- 킥복서 더 레전드 (2018년) - 커트 슬론 역
- 프로젝트 메자 (2017년)
- 킥복서 리턴즈 (2016년) - 슬론 역
- 울브스 (2014년) - 도비 역
- 윙스 오브 더 드래곤 (2013년) - 렌 파브레 역